# Liceul Tehnologic ASTRA, Pitești
Liceul Tehnologic ASTRA este o instituție de învățământ preuniversitar din municipiul Pitești, județul Argeș.